# S.S.Brothers
S.S.Brothersは、日本の2人組ラップユニット(笑)。2015年10月にFM滋賀の番組『radiomax』のコーナー『S.S.Brothers』で結成された。
ユニット名は、二人の本名のイニシャル『仙石（せんごく）』と『下林（しもばやし）』が由来である。

## 概要
元は番組のコーナー内で生まれたキャラクターだったが（主に悪ふざけ）、突然楽曲を製作中である旨が発表された。
作曲者は不明。作詞にはハラダロー先生が関与している。曲自体はED奥田のコネで某大手音楽会社（社名は非公開)に委託したこともあって、高クオリティなものに仕上がり評判は上々なのだが、元からあるコーナーをまともにやらない為、2人の評判は非常に悪い。

## メンバー

### シャレゴク・ハッピーワン （ボーカル、DJ）
本名仙石幸一。普段はラジオDJやガンバ大阪・滋賀レイクスターズのスタジアムDJとして活動。「radiomax」ではメインMCを担当。
打ち合わせでなかった行動をよくとるため、しもばやしも困らせている。悪ノリの半分以上は彼によるしわざ。
名前の由来は、「オシャレ」な「センゴク」で「シャレゴク」、本名の「幸一」を直訳して、「ハッピーワン」である。自称：「東福寺の種馬」。
2月6日のライブでは歌いながらファンサービスをするしもばやしに対して、「のど自慢大会に参加した素人」のようなド緊張棒立ち状態で歌い続けた。

### シーモザ・バヤシ （ボーカル）
本名下林朋央。普段はお笑い芸人「ファミリーレストラン」のツッコミとして活動。
名前は、本名の「下林」とラッパー「SEAMO」をかけあわせたものである。

## 楽曲
- 「The Name Of S.S.Brothers feat.ME」　番組で共演しているみずき（歌手）が「ME」として参加。
- 「ビーチクLOVE」 　ハラダこと「ハラダロー先生」もボーカルとして参加、曲調がオリエンタルラジオの２人が歌っているRADIO FISH「PERFECT HUMAN」に酷似している。要するにパクリ。

## 年表
2015年10月16日　コーナー第一回。（9割方、放送事故で番組が大炎上)
2015年12月26日　初の楽曲『The Name Of S.S.Brothers feat.ME』を番組主催イベントで披露。
2016年1月1日　　FM滋賀『radiomax』で初オンエア。
2016年1月15日　YouTubeにてミュージックビデオを公開。
2016年2月6日　特番「おでかけMAXinピエリ守山」の終了後、オフエアーで楽曲を全編披露、さらに2月中旬にダウンロード配信開始を告知。
2016年2月19日　『The Name Of S.S.Brothers feat.ME』　各種音楽配信サイトより配信開始が発表される。
2016年5月20日　2ndシングルの発売を発表。
2016年5月28日　「スプリングフェスタ」にてライブ。
2016年7月15日　2ndシングル（？）『ビーチクラブ』発表。(feat.ハラダロー)
2016年7月29日　 ED奥田の不手際で 『ビーチクラブ』の配信日が延期。
2016年9月9日　 「おでかけmax」の放送終了後、草津エイスクエアにてオフエアーライブ。

## ミュージックビデオ
| 公開日         | 曲名                             | 出演者                                                 | 撮影地                                  | 制作・監督                              | その他     |
| -------------- | -------------------------------- | ------------------------------------------------------ | --------------------------------------- | --------------------------------------- | ---------- |
| 2015年１月15日 | The Name Of S.S.Brothers feat.ME | シャレゴク・ハッピーワン シーモザ・バヤシ ME（みずき） | リンクスビル１階 （滋賀県大津市西の庄） | 不明 (おそらくDigitalWorksかと思われる) | 約１分50秒 |

## 主なライブ

### 出演イベント
- 2015年12月26日 -MAXグリルズ忘年会・ハラダロー先生ディナーショー
- 2016年2月6日 -おでかけMAX in ピエリ守山（オフエアライブ）

## レギュラー出演
- FM滋賀　radiomax （毎週金曜15:00-19:00） 2人は毎週出演しているが、S.S.Brothersとしては、毎月第三金曜日、コーナー『S.S.Brothers』に出演。